# Hostovice
Hostovice (ungarisch Vendégi – bis 1907 Hosztovica) ist eine Gemeinde im Okres Snina (Prešovský kraj) im äußersten Osten der Slowakei mit 235 Einwohnern (Stand 31. Dezember 2024) in der traditionellen Landschaft Zemplín.

## Geographie

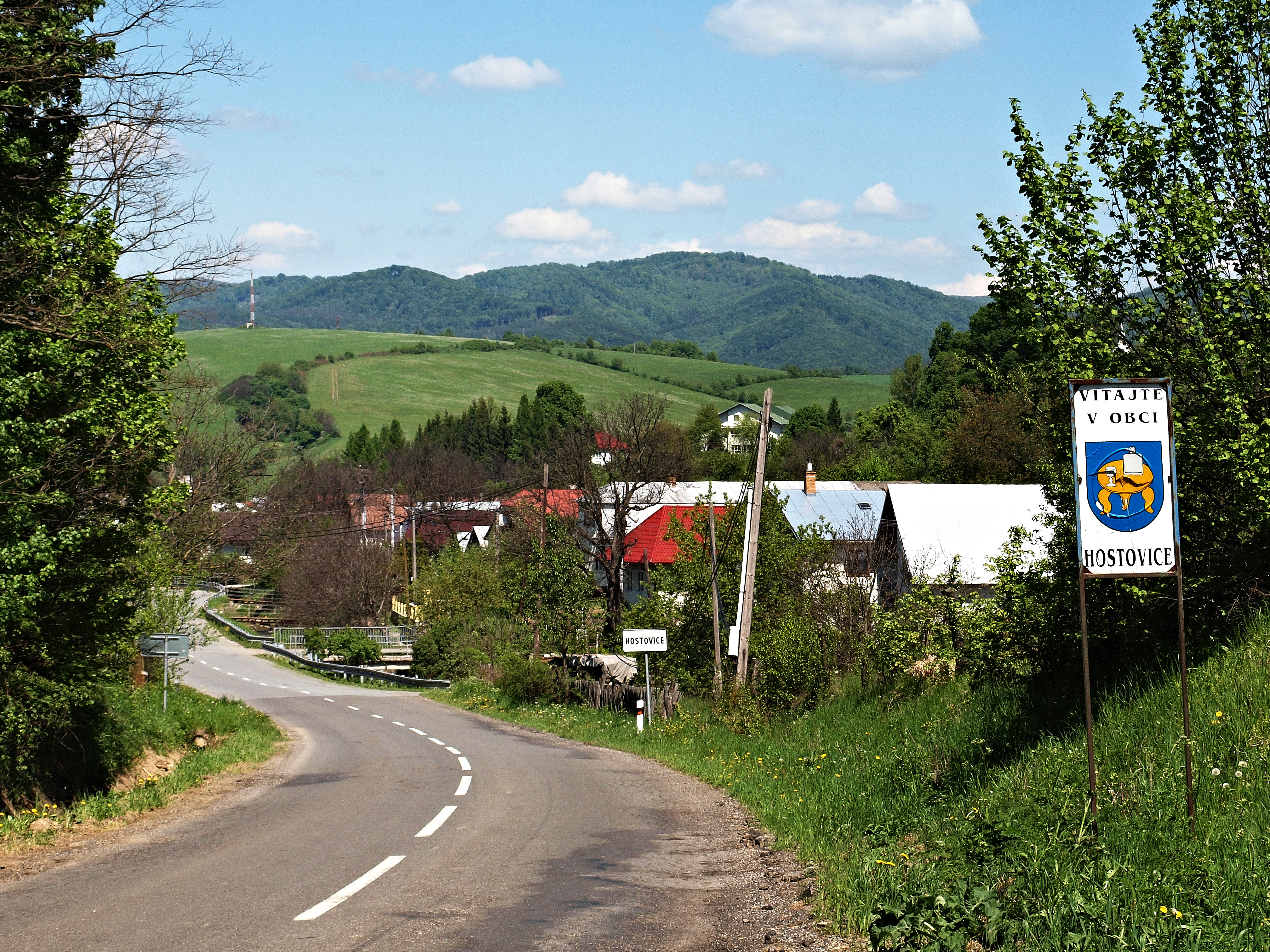
Ortseingang von Hostovice

Die Gemeinde befindet sich in den Niederen Beskiden im Bergland Laborecká vrchovina, am Übergang in das östlich liegende Gebirge Bukovské vrchy, am Bach Hostovický potok im Einzugsgebiet des Laborec über den Nebenfluss Udava, nahe der Staatsgrenze zu Polen. Das Ortszentrum liegt auf einer Höhe von 360 m n.m. und ist 16 Kilometer von Snina entfernt.
Nachbargemeinden sind Osadné im Norden, Cisna (Ortschaft Solinka, PL) und Stakčín (Katastralgemeinde Zvala) im Nordosten, Parihuzovce im Osten, Čukalovce im Südosten und Süden, Nechválova Polianka und Papín im Südwesten, Nižná Jablonka im Westen und Vyšná Jablonka im Nordwesten.

## Geschichte

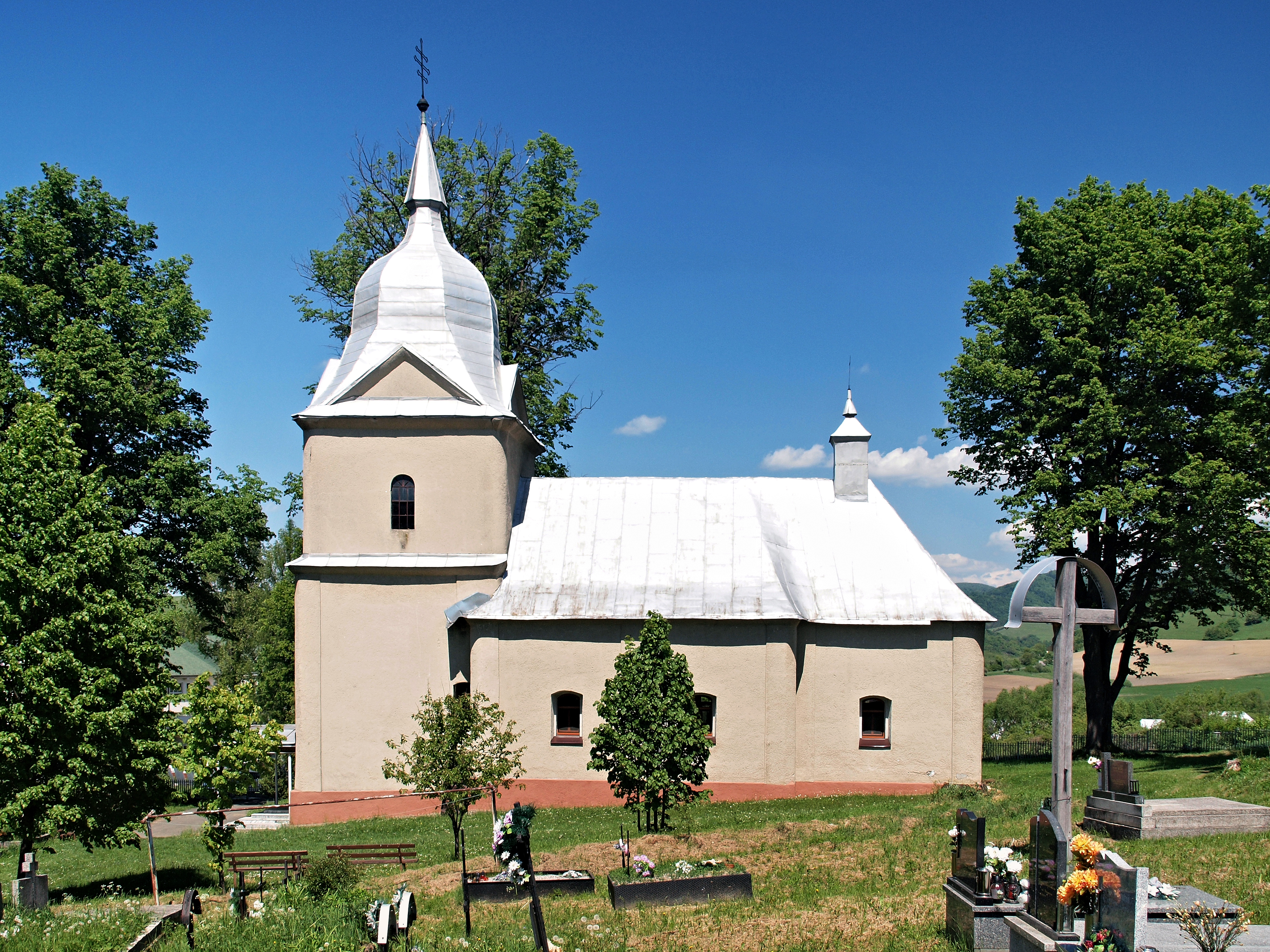
Griechisch-katholische Kirche

Hostovice wurde zum ersten Mal 1354 als Gezth schriftlich erwähnt, weitere historische Bezeichnungen sind unter anderen Hostowicza (1773) und Hostovice (1808). Das Dorf war Teil der Drugeth'schen Herrschaft von Humenné, im 18. und 19. Jahrhundert war es Besitz der Familie Csáky, gefolgt im späten 19. Jahrhundert durch die Familie Ocskay. 1557 wurden 16 Porta verzeichnet, 1715 gab es 26 verlassene und 20 bewohnte Haushalte und 1720 eine Mühle. 1787 hatte die Ortschaft 95 Häuser und 706 Einwohner, 1828 zählte man 81 Häuser und 603 Einwohner, die als Köhler, Viehzüchter und Waldarbeiter tätig waren. Von 1900 bis 1910 wanderten viele Einwohner aus. Während der Winterschlacht in den Karpaten 1914/1915 wurde der Ort zerstört.
Bis 1918 gehörte der im Komitat Semplin liegende Ort zum Königreich Ungarn und kam danach zur Tschechoslowakei beziehungsweise heute Slowakei. Nach 1918 waren die Einwohner auch als Tischler und Weber beschäftigt. Nach dem Zweiten Weltkrieg pendelte ein Teil der Einwohner zur Arbeit nach Snina, Humenné, Košice und saisonal im tschechischen Landesteil der Tschechoslowakei, die Landwirte waren privat organisiert.

## Bevölkerung
| Jahr                | 1994 | 2004     | 2014     | 2024     |
| ------------------- | ---- | -------- | -------- | -------- |
| Anzahl der Personen | 388  | 349      | 290      | 235      |
| Unterschied         |      | −10,05 % | −16,90 % | −18,96 % |

| Jahr                | 2023 | 2024    |
| ------------------- | ---- | ------- |
| Anzahl der Personen | 237  | 235     |
| Unterschied         |      | −0,84 % |

Nach der Volkszählung 2011 wohnten in Hostovice 295 Einwohner, davon 137 Slowaken, 86 Russinen, sieben Ukrainer, drei Tschechen und ein Russe. 61 Einwohner machten keine Angabe zur Ethnie. 
158 Einwohner bekannten sich zur griechisch-katholischen Kirche, 56 Einwohner zur orthodoxen Kirche und 17 Einwohner zur römisch-katholischen Kirche. Sechs Einwohner waren konfessionslos und bei 58 Einwohnern wurde die Konfession nicht ermittelt.

## Bauwerke und Denkmäler

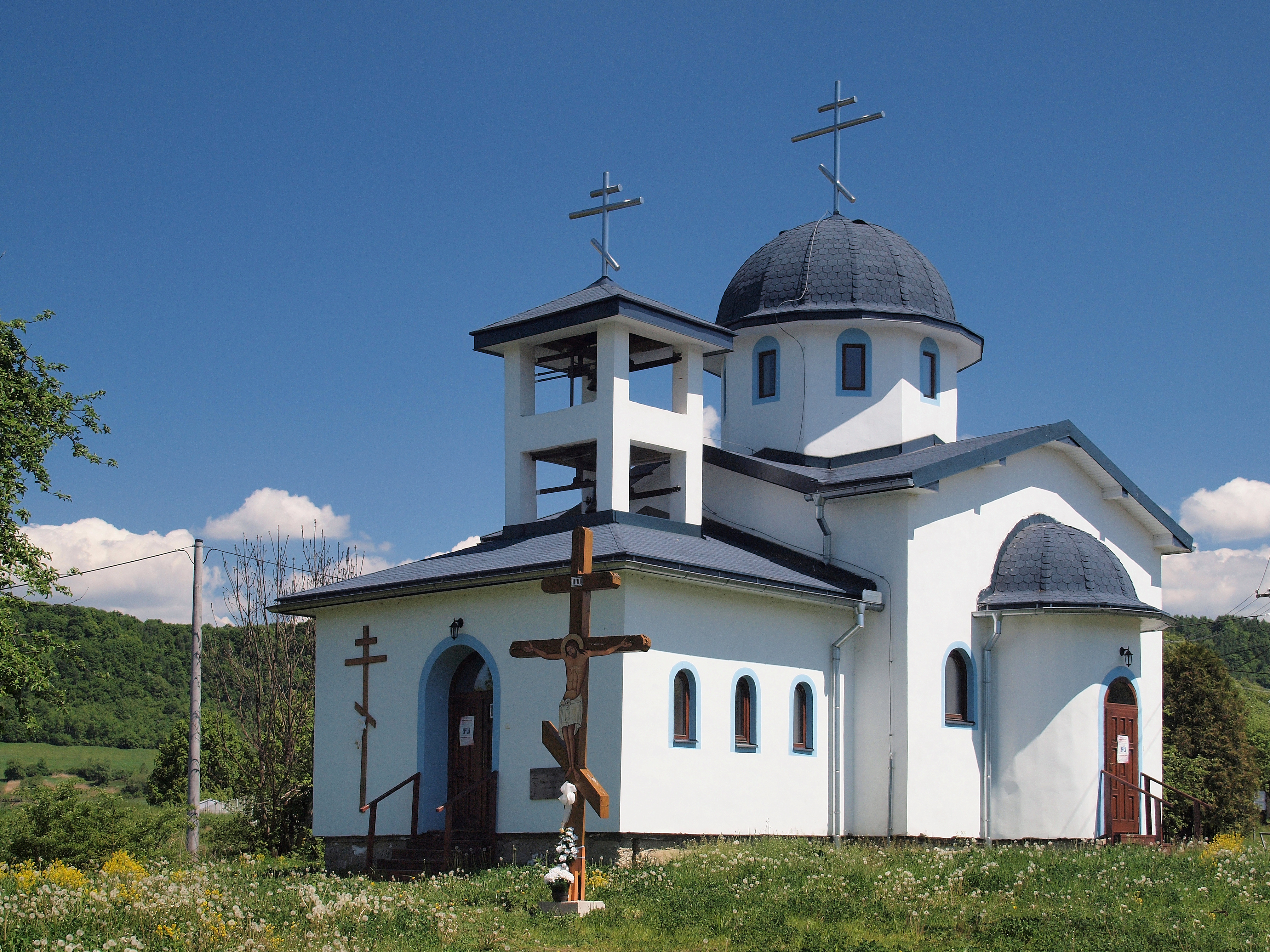
Orthodoxe Kirche

- griechisch-katholische Kirche Schutz der allheiligen Gottesgebärerin im barock-klassizistischen Stil aus dem Jahr 1764[6]
- orthodoxe Kirche Schutz der allheiligen Gottesgebärerin aus dem Jahr 2008
- Militärfriedhof mit 112 bestatteten Soldaten

## Verkehr
Durch Hostovice passiert die Cesta II. triedy 567 („Straße 2. Ordnung“) von Snina heraus und weiter nach Krásny Brod bei Medzilaborce. Von ihr zweigt die Cesta III. triedy 3887 („Straße 3. Ordnung“) nach Osadné ab. Der nächste Bahnanschluss ist in Snina an der Bahnstrecke Humenné–Stakčín.